# August Lansky
Johann Friedrich August Lansky (* 9. Juni 1818 in Dresden; † 3. Oktober 1897 ebenda) war ein deutscher Lehrer und Schuldirektor in Dresden sowie Redakteur der Sächsischen Schulzeitung und Vorstandsmitglied des sächsischen Lehrervereins.

## Leben
Johann Friedrich August Lansky wurde am 9. Juni 1818 in der sächsischen Residenzstadt Dresden geboren und besuchte von 1832 bis 1834 die Realschule in Dresden-Neustadt. Danach wechselte er bis 1838 an das Friedrichstädter Schullehrerseminar. Bis 1839 war August Lansky Hauslehrer, bevor er 1841 ständiger Lehrer in Zaschendorf bei Meißen wurde. Im Jahre 1851 erfolgte seine Ernennung zum Lehrer an der zweiten Bezirksschule in Meißen. 1866 wurde er Direktor der neunten Bezirksschule zu Dresden.
Er war Weggefährte von August Berthelt, dem Wegbereiter der sächsischen Volksschule und Mitglied des Vorstandes des Sächsischen Pestalozzi-Vereins und Vorstandsmitglied des Allgemeinen Sächsischen Lehrer-Vereins, ferner Ehrenmitglied des Pädagogischen Vereins im Plauenschen Grund. Bekanntheit erlangte er vor allem als Redakteur und Herausgeber der Sächsischen Schulzeitung (SSZ). Als solcher musste er sich wegen missliebiger Artikel mehrfach öffentlich verantworten.
Nach seinem Tod wurde er im Herbst 1897 auf dem Trinitatisfriedhof in Dresden-Johannstadt begraben.

### Werke (Auswahl)
- (mit Moritz Heger): Lichtbilder zur Belehrung und Unterhaltung für die Jugend und ihre Freunde, 1. Band, Dresden, Verlag Meinhold & Söhne, 1856.[2]